# Enchantment
Enchantment é uma banda de R&B dos Estados Unidos.
Uma de suas músicas "Sunny Shine Feeling" é tocada em parte no seriado Chaves no episódio "Assistindo ao Jogo" depois que o Kiko (Carlos Villagrán) engole o radinho jogado pelo Chaves (Roberto Gomez Bolaños). A música toca quando o Seu Madruga (Ramon Valdez) pergunta o que aconteceu ao Kiko, ele abre a boca e toca a música e também quando a Dona Florinda (Florinda Meza) sua mãe no seriado e o Professor Girafales (Rubem Aguirre) vêem o Kiko chorando e também lhe perguntam o que houve e ele abre a boca e toca a música.

## Discografia
| 1977                                                          | Enchantment                           | 104 | 11 | Roadshow/United Artists |
| 1978                                                          | Once Upon a Dream                     | 46  | 8  | Roadshow/United Artists |
| 1979                                                          | Journey to the Land Of... Enchantment | 145 | 25 | Roadshow                |
| 1980                                                          | Soft Lights, Sweet Music              | 202 | 65 | RCA                     |
| 1982                                                          | Enchanted Lady                        | —   | —  | Columbia                |
| 1983                                                          | Utopia                                | —   | —  | Columbia                |
| "—" denotes releases that did not chart or were not released. |                                       |     |    |                         |

### Compilações
- Golden Classics (1991, Collectables)
- If You're Ready... The Best of Enchantment (1996, EMI)

### Singles
| 1975                                                          | "Call on Me"                      | —   | —  | —  | —  |
| 1976                                                          | "Come On and Ride"                | —   | 67 | 37 | —  |
| 1976                                                          | "Gloria"                          | 25  | 5  | —  | 44 |
| 1977                                                          | "Sunshine"                        | 45  | 3  | —  | —  |
| 1978                                                          | "It's You That I Need"            | 33  | 1  | —  | —  |
| 1978                                                          | "If You're Ready (Here It Comes)" | —   | 14 | —  | —  |
| 1979                                                          | "Any Way You Want It"             | 109 | 38 | —  | —  |
| 1979                                                          | "Where Do We Go from Here"        | —   | 29 | —  | —  |
| 1979                                                          | "Forever More"                    | —   | —  | —  | —  |
| 1980                                                          | "Settin' It Out"                  | —   | —  | 47 | —  |
| 1981                                                          | "Moment of Weakness"              | —   | 47 | —  | —  |
| 1982                                                          | "I Know Your Hot Spot"            | —   | 45 | —  | —  |
| 1982                                                          | "I Can't Forget You"              | —   | —  | —  | —  |
| 1982                                                          | "Enchanted Lady"                  | —   | —  | —  | —  |
| 1983                                                          | "Here's Your Chance"              | —   | —  | —  | —  |
| 1984                                                          | "Don't Fight the Feeling"         | —   | 64 | —  | —  |
| "—" denotes releases that did not chart or were not released. |                                   |     |    |    |    |